# دوروخوچا
دوروخوچا (به لهستانی:  Dorohucza) یک روستا در لهستان است که در گمینا تراونگکی واقع شده‌است. دوروخوچا ۷۵۳ نفر جمعیت دارد.